# Conbipel
Conbipel è una catena di negozi di abbigliamento per uomo, donna e bambino, fondata in Piemonte.

## Storia
Sorta nel 1958 a Cocconato, in provincia di Asti, a opera di Franco Massa, piccolo imprenditore della pelletteria. Quella che all'inizio era solo un'attività artigianale si è nel tempo evoluta, fino a diventare - grazie anche ai numerosi spot televisivi negli anni Ottanta e Novanta - un'azienda leader nel confezionamento di capi in pelle di alta qualità.
Nel corso degli anni la produzione si è ampliata anche oltre il settore della pelletteria tramite l'introduzione della lavorazione del tessile e l'apertura di numerosi negozi, così da arrivare a 180 punti vendita. Alcuni di essi contengono spazi per sfilate. Conbipel ha inoltre sviluppato il format di negozi per soli uomini.
Nel 2007 Conbipel è diventata di proprietà di uno dei più importanti fondi di investimento americani, la Oaktree Capital Management di Los Angeles ().
Dopo aver attraversato un periodo di crisi con una conseguente robusta ristrutturazione e il tentativo, non andato in porto, di cedere già nel 2016 il controllo dell'azienda, Conbipel ha cambiato di nuovo proprietà nel marzo 2019 quando il 62% di Oaktree Capital Management è stato acquisito da Brookfield Asset Management, un fondo canadese con sede a Toronto, per 4,7 miliardi di dollari. In questo modo è stato creato uno dei maggiori fondi mondiali di investimenti alternativi.
La nuova proprietà ha annunciato l'intenzione di rilanciare il marchio Conbipel con un piano quinquennale ma nel marzo 2020 la società ha presentato al tribunale di Asti domanda di concordato in bianco. Il tribunale ha designato un commissario giudiziale per trovare nuovi investitori. Nell'ottobre 2020, dopo che nel mese precedente era svanito l'interesse per l'acquisto da parte di una società turca (la Cagla Tekstil), Conbipel, che contava allora in Piemonte 433 dipendenti, è stata posta in amministrazione straordinaria.
Il 10 agosto 2022 il Ministero dello sviluppo economico ha comunicato che è stata definita un'operazione di rilancio per l'azienda, volta a salvaguardare i posti di lavoro dei 167 punti vendita in Italia tramite una Newco finanziata con complessivi 7,8 milioni di euro, di cui 3,8 milioni dal Fondo Salva imprese del Mise, gestito da Invitalia, e 4 milioni da Eapparels che fa parte di un gruppo di società con a capo la Grow Capital Global Holdings; l'operazione è stata resa possibile in quanto l'impresa, nata nel 1958, è stata riconosciuta dal Ministero come marchio d'interesse storico nel settore del tessile.
Nel luglio del 2022, BTX Italian Retail and Brands S.p.A. ha rilevato il ramo operativo e il marchio Conbipel dall’Amministrazione Straordinaria con l’obiettivo di realizzare un significativo piano di rilancio.
Il 6 marzo 2023 il fondatore, Franco Massa, è morto all'età di 83 anni, a Cocconato d'Asti.